# Bożena Wziętek
Bożena Wziętek (ur. 17 czerwca 1944 w Bożejowicach) – polska strzelczyni, mistrzyni świata.
Zawodniczka WKS Śląska Wrocław. Była medalistką mistrzostw Polski, została m.in. wicemistrzynią Polski w karabinie pneumatycznym w roku 1970, przegrywając jedynie z Bogumiłą Stawowską.
Jedyny medal mistrzostw świata wywalczyła na turnieju w 1966 roku w Wiesbaden w zawodach drużynowych. Wraz z Eulalią Zakrzewską i Barbarą Kopyt zdobyła złoty medal w karabinie standardowym leżąc z 50 metrów (jej wynik – 576 punktów, był najsłabszym rezultatem polskiej drużyny). Jest to jej jedyny medal osiągnięty na mistrzostwach świata lub Europy (zarówno w kategorii seniorek jak i juniorek).